# The Earth Angels

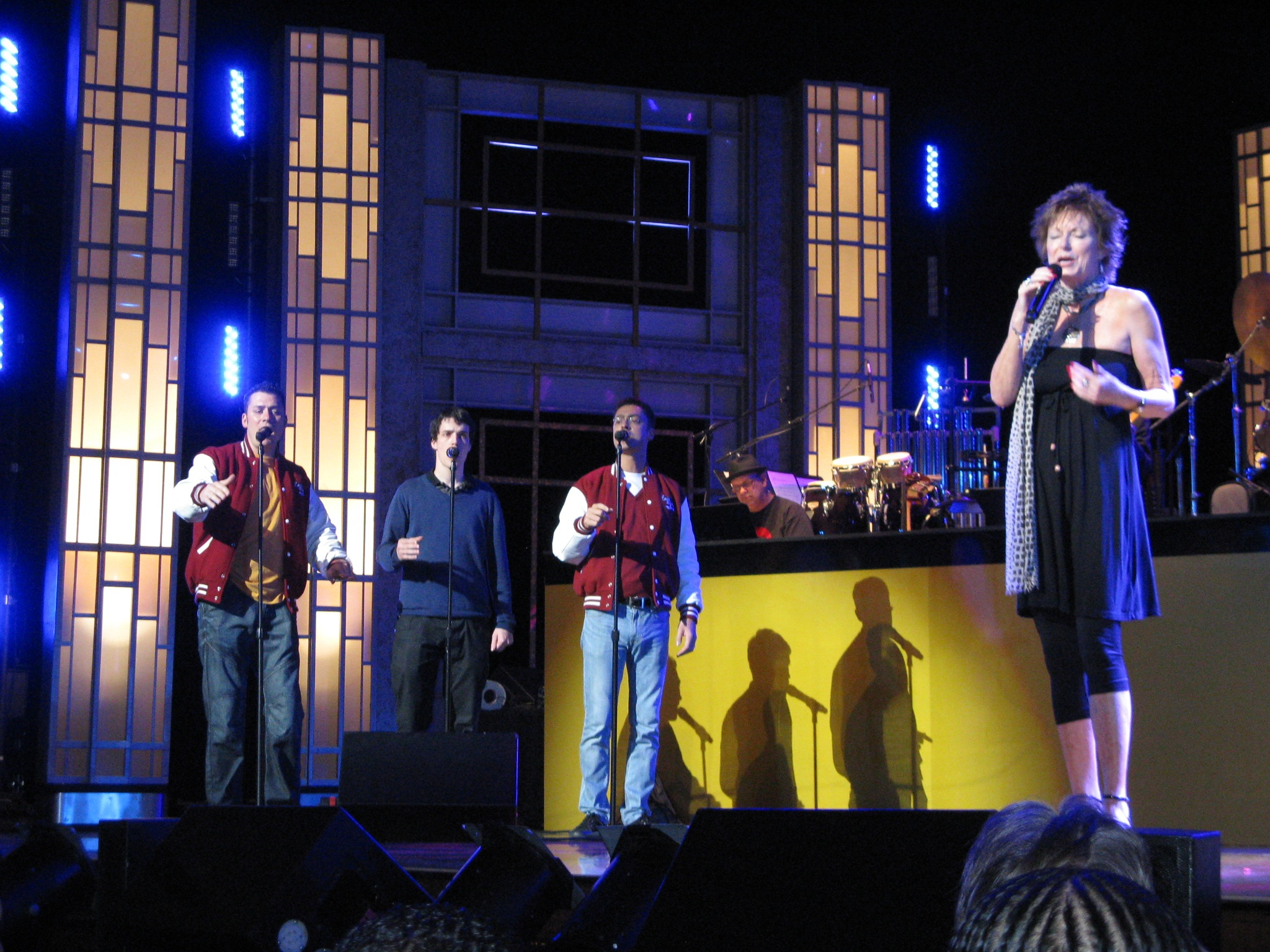
Joan Pol y Christian junto a Kathy Young, interpretando el éxito estadounidense de esta última A Thousand Stars, en el Benedum Center for the Performing arts en Pittsburgh, Pensilvania.

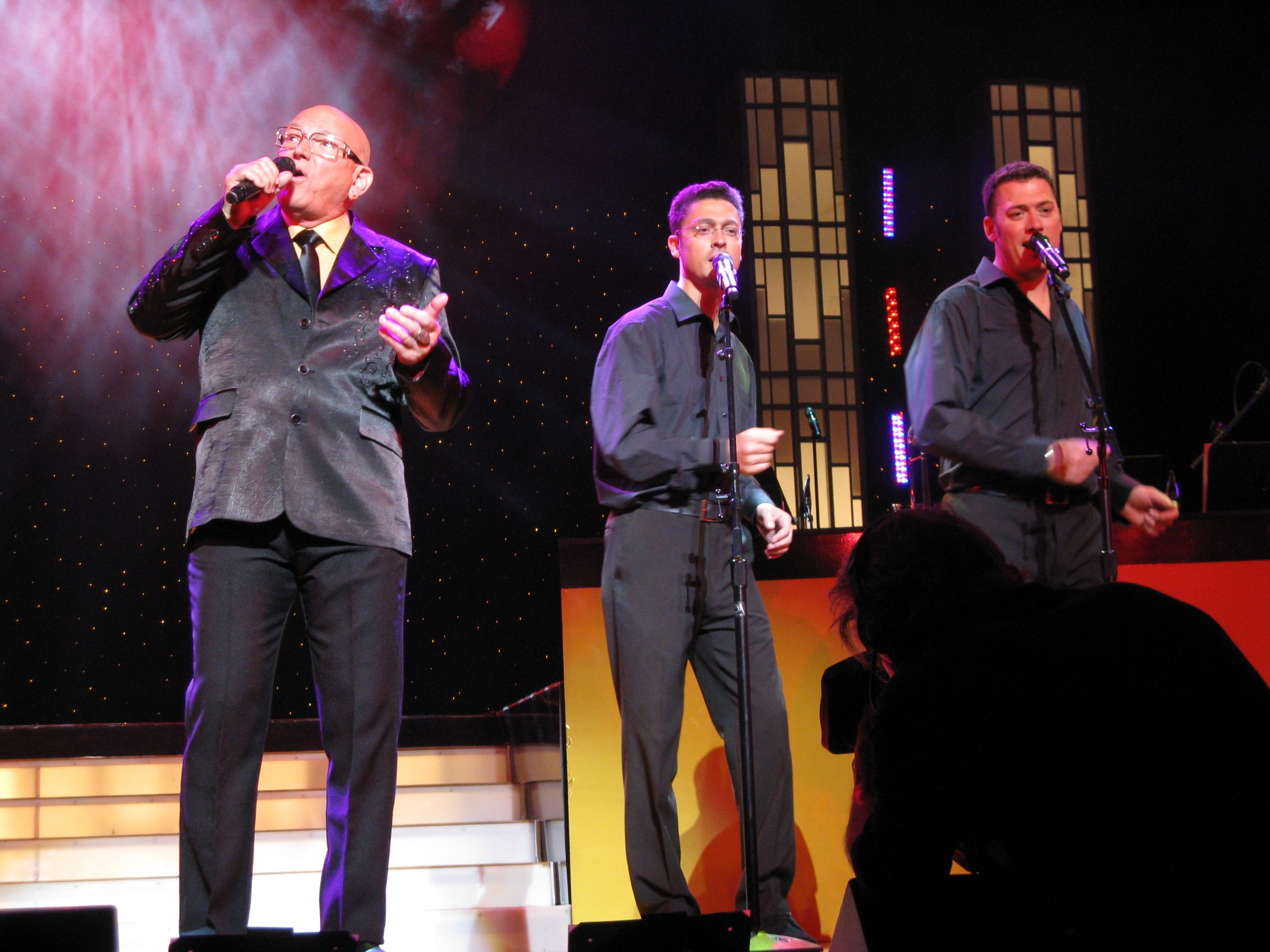
Los hermanos Carrasco con John Gummoe, más conocido por el popular e internacional éxito número 1 Rhythm Of The Rain

The Earth Angels fue un grupo vocal español de Doo wop formado en Cataluña. Sus componentes provenían de su capital, Barcelona y realizaban actuaciones a capela manteniendo la tradicional forma de interpretar este género, llevando a cabo actuaciones en vivo por las calles y lugares de las ciudades que visitaban.

## Historia

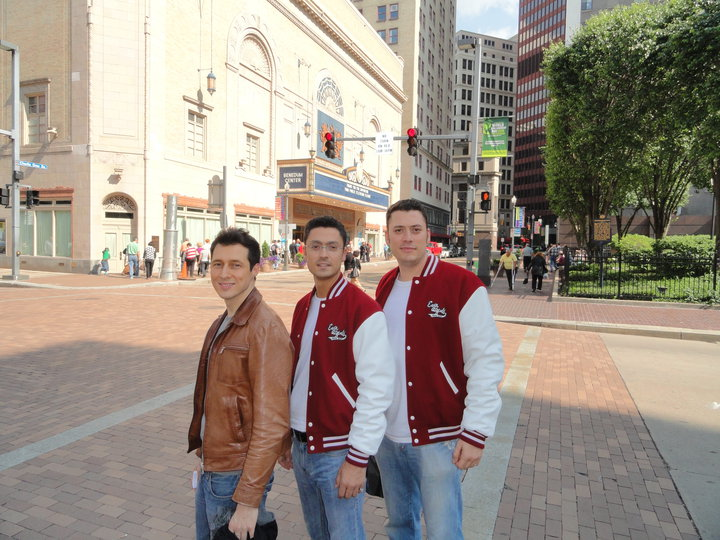
De izquierda a derecha; Jordi, Christian y Joan, en frente del Benedum Center for the Performing Arts en Pittsburgh.

Se formaron como banda en 2007, cuando Christian Carrasco, (hijo de Rafael Carrasco, segundo batería del grupo español de rock Los Sírex) un barítono bajo, anunció en una página web que buscaba un cantante de doo wop y encontró a Jordi Majó, el vocalista principal. 
Desde entonces, y con el objetivo de conseguir el sonido callejero característico de los clásicos del doo wop (Street Corner Style), hicieron actuaciones basadas en la tradición, así como en emisoras de radio y televisión de Cataluña y Baleares. A la formación se unió el hermano de Christian, Joan Carrasco, ambos influenciados en este estilo desde su infancia por su padre y así, grabaron su primera versión del tema Step by step del grupo The Crests.
En 2008, fueron los protagonistas de un anuncio televisivo de la compañía de telecomunicaciones Vodafone.
En 2009, participaron en una recopilación de grandes éxitos del doo wop con las más afamadas bandas actuales del estilo callejero, interpretando el tema In Your Company, álbum que fue publicado por Crystal Ball Records en octubre de este mismo año.
A mediados de 2010, se unió a los ensayos de la formación el tenor Pol Daurella, vocalista del Taller de Músics de Barcelona, con el cual prepararon la publicación de su segundo álbum de estudio antes de  convertirse en miembro oficial del grupo.
La especialidad de esta formación de armonía vocal consiste en versionar temas considerados como rarezas de este género, inicialmente grabadas entre 1958 y 1964, aunque también componen sus propias melodías, por lo que han sido arropados por la compañía discográfica Rare Rocking Records. Asimismo, lanzaron un vídeo dirigido por David Conill y Christina Scheper, donde interpretan una versión de la canción This is the night for love, publicada por primera vez por el grupo The Valiants en 1958.

## Carrera
Adquirieron éxito en los Estados Unidos debido a que fueron descubiertos por Joe Conroy (DJ Brad), de la emisora de radio dedicada a preservar la música estadounidense de los 50 Doo wop Café, (parte de Lagniappe Broadcast Network) a través de una versión del tema My Island In The Sun del grupo The Capris, que habían subido a la red YouTube en 2008. Maravillado por el sonido del grupo, al no interpretar temas corrientes y haber conseguido evocar los viejos días del Bronx y Queens con rarezas de la época, Conroy contactó inmediatamente con ellos por correo, y tras intercambiar varios mensajes, les sugirió la grabación de un disco compacto. Poco después, se dedicó a la producción del disco y la difusión de su música. Por otro lado, Carmen Kaye, la presentadora de la emisora de radio australiana Doo Wop Corner, los incluyó en su lista mundial de las bandas destacadas del doo wop actual.
En 2010, con su primer trabajo discográfico completo, un disco compacto con 15 versiones y 2 temas propios, Street Corner Style, se convirtieron en el grupo Premier del Today's Doo Wop Masters Series. Al mismo tiempo, Kingsley Abbot, una periodista experta en temas musicales y escritora de libros sobre música de los años 60, les dio una valoración de cuatro estrellas en la página musical Record Collector, llegando a decir lo siguiente:

Hasta hace muy poco, The Earth Angels podían encontrarse armonizando en las calles de Barcelona. Sin embargo, con este álbum debut, se han convertido en una de las más complacientes y fidedignas colecciones de doo wop moderno que jamás hayamos oído. Cuentan con tres características principales: selección impecable de versiones de rarezas, grandes arreglos vocales de fondo con cada uno de sus miembros abordando un amplio rango de voces, y la atractiva y juvenil voz del principal vocalista, Jordi Majó.

En mayo de este mismo año, participaron en el festival de Doo wop celebrado en el Benedum Center for the Performing Arts en Pittsburgh, Pensilvania, durante tres días y junto a grandes artistas de este género como The Quotations, The Marcels y The Edsels, los creadores del popular Rama Lama Ding Dong. Junto a los Quotations y Kathy Young, interpretaron en el hall del Hotel Hilton de esta misma ciudad, una versión accapella del éxito estadounidense de esta última A thousand stars. Poco después, el 25 de junio de 2010, participaron en la séptima edición del festival de voz de la localidad catalana de bañolas (a)phònica.
El 12 de febrero de 2011, participaron en «Rock, Rhythm & Doo-Wop!» festival de música de los 50 celebrado en la ciudad holandesa de Oss, donde Pete Bowen, de la revista musical británica Now Dig This, comentó que, «Jordi Majó era el mejor cantante de doo wop que había escuchado desde los gloriosos días de este género».

## Historia

### Biografía
Jordi Majó, el vocalista principal, conoció los clásicos de la música estadounidense a través de la afición que su madre sentía por ella, escuchando desde niño jazz, doo wop y rock and roll. Su padre le compró su primer disco doo wop a la edad de ocho años, Classics Original Doo Wop Hits, 1955 - 1965 (Vogue PIP) y rápidamente, con canciones como Genie of the Lamp del grupo  The Ly-Dells y Lily Maebelle de The Valentines, se aficionó a este estilo y comenzó a coleccionar sus discos. 
Los hermanos Carrasco, Christian y Joan, heredaron de su padre el gusto por los clásicos de este género y desde niños comenzaron a cantar junto a su madre, Isabel Comas temas de Los Cinco Latinos, The Diamonds y Rocky Sharpe & The Replays entre muchos otros. Escuchando el programa radiofónico Flor de Pasión dirigido por Juan de Pablos, fueron descubriendo con mayor profundidad y entusiasmo el doo wop.
Joan, desde muy joven, desarrolló oído para los instrumentos y aprendió a tocar el piano, la guitarra, la batería, la armónica y otros instrumentos de viento. Forma asimismo parte de un grupo de rock llamado "Cram". Christian, tras descubrir al grupo vocal alemán The Crystalairs, desarrolló cierto interés por cantar este género, llegando a formar parte de diversos proyectos vocales, hasta configurar junto con Jordi y su hermano Joan; Earth Angels, su sueño de formar parte de un grupo de doo wop.

### Carrera primaria
En 2007, Christian se reencontró con un amigo con quien a principios de los 90, 15 años atrás, comenzó su andadura de armonía vocal por las calles de Barcelona. Juntos, formaron una banda llamada Street Candles, de la que a su vez acabó derivando en dos grupos; The Velvet Candles y en Earth Angels. El recorrido que tuvieron con Street Candles fue corto pero intenso, pasaron de actuar en las calles a ser contratados por la empresa audiovisual «soufaproductions» para grabar un vídeo conmemorativo del quinto aniversario del programa musical Silenci, encargo que llevaron a cabo las cadenas de televisión TV3 y Canal33. Con la publicación de este vídeo, en donde interpretaron el tema I Don't Wanna Grow Up, comenzaron  a ser contratados en importantes salas de fiestas de toda la península, como la Pequeña Betty y el Irish Rover de Madrid entre otros. 
Así, cosechando éxitos, llegaron a ser contratados para amenizar la fiesta de cumpleaños de Iñaki Urdangarín, junto a la familia real, lo cual les reportó mayor fama. Posteriormente, Jordi, decidió probar otros proyectos y el grupo pasó a llamarse The Velvet Candles, pero una serie de desavenencias entre sus miembros, provocó que Christian abandonase la formación, momento en que Jordi decidió volver y formar junto a Joan y Christian The Earth Angels.
A pesar de no haber contado con publicidad, ya que el anuncio de vodafone no indica quienes son, en poco más de cuatro meses consiguieron alrededor de 12.000 visitas en su página comercial. Según comenta Jordi, el secreto de su éxito lo deben por mantener la esencia y por realizar actuaciones espontáneas en directo, en donde en una de ellas, un turista británico les dijo, 'Cantais como los ángeles', lo cual junto a la pasión de Christian y Jordi por las ciencias espirituales, les sirvió de inspiración para nombrar al grupo.
En 2011, entró a formar parte de la banda Oscar López, un nuevo miembro con el que se consolidaron como quinteto. Con Oscar dentro de la formación llevaron a cabo una serie de galas y actuaciones en distintas salas de fiestas y casinos de la península ibérica a lo largo de la temporada de verano de 2011, destacando el Festival Benèfic celebrado en el parque de Ca l'Alfaro del municipio barcelonés de San Andrés de Llavaneras, donde junto a otros grupos y cantantes como Gwen Perry, recaudaron fondos para colaborar con una asociación solidaria con la investigación médica contra el cáncer. poco después abandonaría el grupo, quedando finalmente como cuarteto.

## Discografía
EP
- Doo Wopin' Around The World
- Street Corner Style

Sencillos
- Remember Now.[31]